# Trichotarache assimilis
Trichotarache assimilis là một loài bướm đêm trong họ Noctuidae.